# Municipio de Washington (condado de Page)
El municipio de Washington (en inglés: Washington Township) es un municipio ubicado en el condado de Page en el estado estadounidense de Iowa. En el año 2010 tenía una población de 191 habitantes y una densidad poblacional de 2,35 personas por km².

## Geografía
El municipio de Washington se encuentra ubicado en las coordenadas 40°37′3″N 95°18′59″O / 40.61750, -95.31639. Según la Oficina del Censo de los Estados Unidos, el municipio tiene una superficie total de 81.18 km², de la cual 81,18 km² corresponden a tierra firme y (0 %) 0 km² es agua.

## Demografía
Según el censo de 2010, había 191 personas residiendo en el municipio de Washington. La densidad de población era de 2,35 hab./km². De los 191 habitantes, el municipio de Washington estaba compuesto por el 100 % blancos. Del total de la población el 1,05 % eran hispanos o latinos de cualquier raza.